# Standard Luik in het seizoen 2005/06
Dominique D'Onofrio nam als hoofdcoach van Standard Luik in de zomer van 2005 afscheid van assistent-trainer José Riga en keeperstrainer Christian Piot. In hun plaats werden Stéphane Demol en Claude Dardenne aangetrokken.
In de bestuurskamer veranderde weinig. Luciano D'Onofrio, die de sterke man van de club bleef, toonde zich in de zomermaanden erg actief op de buitenlandse transfermarkt. Zo keerde Almami Moreira na een jaar afwezigheid terug naar Sclessin. Ook Marius Niculae, Mathieu Béda en de Belgische doelman Olivier Renard verhuisden naar Luik. In ruil mocht heel wat spelers andere oorden opzoeken. Gonzague Vandooren stapte over naar KRC Genk, terwijl gewezen aanvoerder Ivica Dragutinović een transfer Sevilla versierde. Ook Sambegou Bangoura en Juan Ramón Curbelo verlieten de club.
De Portugese topvoetballer Sérgio Conceição werd de nieuwe aanvoerder. Onder zijn leiding en dankzij de doorbraak van de jonge spits Meme Tchité speelde Standard een goed seizoen. De Rouches begonnen aan de competitie met vier zeges op rij en wonnen in de heenronde ook de toppers tegen Club Brugge (2-0) en KRC Genk (0-1). De wedstrijd tegen rivaal RSC Anderlecht werd uitgesteld naar de laatste speeldag van de heenronde. De Rouches wonnen voor eigen volk met 2-0 dankzij een goal van Moreira en een eigen doelpunt van Roland Juhász. Door de zege van Standard sloten beide clubs de heenronde af op de eerste plaats.
Tijdens de winterstop ging Luciano D'Onofrio op zoek naar extra versterkingen. Zo haalde hij bij FC Porto de ervaren verdediger Jorge Costa weg en overtuigde hij ook de Braziliaanse Belg Igor de Camargo om naar Luik te verhuizen. Mathieu Béda en Benjamin Onwuachi, die zich pas pas enkele maanden eerder bij de club hadden aangesloten, mochten weer vertrekken. Ook Aleksandar Mutavdžić en Mathieu Assou-Ekotto zochten tijdens de winterperiode een nieuwe werkgever.
Na de winterstop werd het opnieuw een nek-aan-nekrace tussen de rivalen Standard en Anderlecht. Op de 32e speeldag moest het team van Dominique D'Onofrio op bezoek bij Anderlecht. Standard begon aan de topper met een punt voorsprong op de Brusselaars. Na een spannende wedstrijd waarin Anderlecht-aanvoerder Pär Zetterberg een strafschop miste, trokken de Brusselaars aan het langste eind (2-0). Door de nederlaag wipte Anderlecht over Standard naar de leidersplaats. De Luikenaars hadden een nog kleine kans op de titel, maar na een verrassend gelijkspel tegen promovendus KSV Roeselare en een pijnlijke nederlaag tegen seizoensrevelatie AA Gent was het uiteindelijk Anderlecht dat met vijf punten voorsprong kampioen werd. Na de laatste speeldag, waarop Standard met 2-0 verloor van Gent, werd trainer D'Onofrio door teleurgestelde supporters bekogeld met graszoden. D'Onofrio besloot na het seizoen de eer aan zichzelf te houden, waardoor technisch directeur Michel Preud'homme vanaf mei 2006 op zoek moest naar een nieuwe coach.
In de kwartfinale van de beker hadden Standard en AA Gent elkaar al eens eerder getroffen. Gent won de heenwedstrijd met 2-1, maar Standard zette de scheve situatie op Sclessin recht door overtuigend met 4-2 te winnen. In de halve finale werd Standard uitgeschakeld door promovendus Zulte Waregem. Standard verloor de heenwedstrijd in Luik met 1-2. Tijdens het beladen duel kreeg aanvoerder Conceição een rode kaart voor spuwen, waarop de Portugees zijn shirt uittrok en in het gelaat van scheidsrechter Peter Vervecken duwde. Hij kreeg voor het incident een schorsing van vier maanden.
Twee maanden eerder had Conceição de Gouden Schoen gewonnen. De Portugees, die tijdens de ceremonie niet in het Casino-Kursaal in Oostende aanwezig was, kreeg in totaal dertig punten meer dan Vincent Kompany. Net na het bekendmaken van de winnaar werd Conceição alsnog de zaal ingeloodst, waardoor hij persoonlijk de trofee in ontvangst kon nemen.
Na afloop van het seizoen werd de Kroaat Vedran Runje voor de derde en laatste keer Keeper van het Jaar.

## Selectie
| Nr.           | Naam                 | Nationaliteit        | Geboortedatum | Vorige club                   |
| ------------- | -------------------- | -------------------- | ------------- | ----------------------------- |
| Keepers       |                      |                      |               |                               |
| 1             | Vedran Runje         | Kroatië              | 10-02-1976    | 2001-2004 Olympique Marseille |
| 16            | Olivier Renard       | België               | 24-05-1979    | 2005 Napoli                   |
| 18            | Jérémy De Vriendt    | België               | 22-03-1986    | /                             |
| Verdedigers   |                      |                      |               |                               |
| 2             | Eric Deflandre       | België               | 02-08-1973    | 2000-2004 Olympique Lyon      |
| 3             | Jorge Costa          | Portugal             | 14-10-1971    | 2002-2005 FC Porto            |
| 4             | Aleksandar Mutavdžić | Servië en Montenegro | 03-01-1977    | 1999-2002 Germinal Beerschot  |
| 4             | Lovre Vulin          | Kroatië              | 02-09-1984    | 2003-2005 NK Mosor            |
| 5             | Oguchi Onyewu        | Verenigde Staten     | 13-05-1982    | 2003-2004 La Louvière         |
| 14            | Philippe Léonard     | België               | 14-02-1974    | 2003-2004 OGC Nice            |
| 19            | Mohamed Sarr         | Senegal              | 23-12-1983    | 2004-2005 FC Vittoria         |
| 20            | Michel               | Brazilië             | 09-06-1981    | 2000-2004 Atlético Mineiro    |
| 28            | Mathieu Béda         | Frankrijk            | 28-07-1981    | 2004-2005 Sint-Truidense VV   |
| Middenvelders |                      |                      |               |                               |
| 6             | Mathieu Assou-Ekotto | Frankrijk            | 08-04-1978    | 2003-2004 La Louvière         |
| 7             | Sérgio Conceição     | Portugal             | 15-11-1974    | 2004 FC Porto                 |
| 9             | Milan Rapaić         | Kroatië              | 16-08-1973    | 2003-2004 Ancona              |
| 10            | Almani Moreira       | Guinee-Bissau        | 24-05-1979    | 2004-2005 Hamburger SV        |
| 13            | Christian Negouai    | Frankrijk            | 20-01-1978    | 2005 Coventry City            |
| 15            | Jonathan Walasiak    | België               | 23-10-1982    | /                             |
| 17            | Karim Faye           | Senegal              | 22-12-1987    | 2004-2006 Al-Sadd             |
| 22            | Karel Geraerts       | België               | 17-06-1980    | 2004 KSC Lokeren              |
| 23            | Carlinhos            | Brazilië             | 17-06-1980    | 2003-2004 Vasco da Gama       |
| 30            | Siramana Dembélé     | Frankrijk            | 27-01-1977    | 2005 Vitória FC               |
| Aanvallers    |                      |                      |               |                               |
| 8             | Wamberto             | Brazilië             | 13-12-1974    | 2004 RAEC Mons                |
| 9             | Marius Niculae       | Roemenië             | 16-05-1981    | 2001-2005 Sporting Lissabon   |
| 21            | Benjamin Onwuachi    | Nigeria              | 09-04-1984    | 2004-2005 Salernitana         |
| 21            | Igor de Camargo      | Brazilië / België    | 12-05-1983    | 2005 Brussels FC              |
| 25            | Mohamed Tchité       | Burundi              | 31-01-1984    | 2002 Victory Sport Mukura     |
| 27            | Cédric Roussel       | België               | 06-01-1978    | 2004 Roebin Kazan             |
| 29            | Serhiy Kovalenko     | Oekraïne             | 10-05-1984    | 2004 AS Lodigiani             |

### Technische staf
| Functie         | Naam                | Nationaliteit |
| --------------- | ------------------- | ------------- |
| Coach           | Dominique D'Onofrio | België        |
| Assistent-coach | Stéphane Demol      | België        |
| Keeperstrainer  | Claude Dardenne     | België        |
| Physical coach  | Guy Namurois        | België        |

## Uitrustingen
Shirtsponsor(s): ALE-Télédis

Sportmerk: Umbro
| Thuis | Uit | Alternatief |

## Transfers

### Zomer

#### Inkomend
- Mathieu Béda (Sint-Truidense VV)
- Christian Negouai (Manchester City)
- Marius Niculae (Sporting Lissabon)
- Benjamin Onwuachi (Salernitana)
- Olivier Renard (Udinese)
- Mohamed Sarr (AC Milan)
- Almani Moreira (Hamburger SV) (einde huur)
- Mohammed Aliyu Datti (RAEC Mons) (einde huur)
- Dennis Souza (RAEC Mons) (einde huur)

#### Uitgaand
- Michael Turnbull (Perth Glory)
- Mohammed Aliyu Datti (AA Gent)
- Dennis Souza (RAEC Mons)
- Ivica Dragutinović (Sevilla)
- Sambegou Bangoura (Stoke City)
- Laurent Gomez (RAEC Mons)
- Juan Ramón Curbelo (Club Nacional)
- Miljenko Mumlek (Slaven Belupo)
- Gonzague Vandooren (KRC Genk)

### Winter

#### Inkomend
- Igor de Camargo (FC Brussels)
- Siramana Dembélé (Vitória FC)
- Jorge Costa (FC Porto)
- Lovre Vulin (NK Mosor)
- Karim Faye (Al-Sadd)

### Uitgaand
- Benjamin Onwuachi (Ionikos)
- Aleksandar Mutavdžić (CSKA Sofia)
- Mathieu Béda (1. FC Kaiserslautern)
- Mathieu Assou-Ekotto (Willem II)

## Eerste Klasse

### Klassement
|         |    |                                  | P  | W  | G  | V  | +  | -  | DS  | Ptn |
| ------- | -- | -------------------------------- | -- | -- | -- | -- | -- | -- | --- | --- |
| K (CL)  | 1  | RSC Anderlecht                   | 34 | 20 | 10 | 4  | 72 | 27 | 45  | 70  |
| (CL)    | 2  | R. Standard de Liège             | 34 | 19 | 8  | 7  | 51 | 28 | 23  | 65  |
| (UEFA)  | 3  | Club Brugge KV                   | 34 | 18 | 10 | 6  | 51 | 33 | 18  | 64  |
|         | 4  | KAA Gent                         | 34 | 18 | 7  | 9  | 48 | 34 | 14  | 61  |
|         | 5  | KRC Genk                         | 34 | 16 | 9  | 9  | 52 | 38 | 14  | 57  |
|         | 6  | Germinal Beerschot               | 34 | 14 | 7  | 13 | 50 | 45 | 5   | 49  |
| (beker) | 7  | SV Zulte Waregem                 | 34 | 14 | 7  | 13 | 51 | 49 | 2   | 49  |
|         | 8  | KSC Lokeren Oost-Vlaanderen      | 34 | 12 | 11 | 11 | 48 | 49 | −1  | 47  |
|         | 9  | KVC Westerlo                     | 34 | 13 | 7  | 14 | 42 | 48 | −6  | 46  |
|         | 10 | FC Brussels                      | 34 | 12 | 10 | 12 | 30 | 30 | 0   | 46  |
|         | 11 | R. Sporting du Pays de Charleroi | 34 | 11 | 12 | 11 | 39 | 39 | 0   | 45  |
| (fair)  | 12 | KSV Roeselare                    | 34 | 10 | 11 | 13 | 44 | 42 | 2   | 41  |
|         | 13 | R. Excelsior Mouscron            | 34 | 11 | 4  | 19 | 43 | 43 | 0   | 37  |
|         | 14 | Cercle Brugge KSV                | 34 | 10 | 7  | 17 | 38 | 61 | −23 | 37  |
|         | 15 | K. Sint-Truidense VV             | 34 | 8  | 10 | 16 | 36 | 49 | −13 | 34  |
|         | 16 | KSK Beveren                      | 34 | 9  | 6  | 19 | 35 | 55 | −20 | 33  |
| E       | 17 | K. Lierse SK                     | 34 | 8  | 8  | 18 | 22 | 52 | −30 | 32  |
| D       | 18 | RAA Louviéroise                  | 34 | 4  | 14 | 16 | 26 | 56 | −30 | 26  |

P: wedstrijden gespeeld, W: wedstrijden gewonnen, G: gelijke spelen, V: wedstrijden verloren, +: gescoorde doelpunten, -: doelpunten tegen, DS: doelsaldo, Ptn: totaal punten
K: kampioen, D: degradeert, (beker): bekerwinnaar, (CL): geplaatst voor Champions League, (UEFA): geplaatst voor UEFA-beker

## Individuele prijzen
- Gouden Schoen:  Sérgio Conceição
- Keeper van het Jaar:  Vedran Runje

## Afbeeldingen

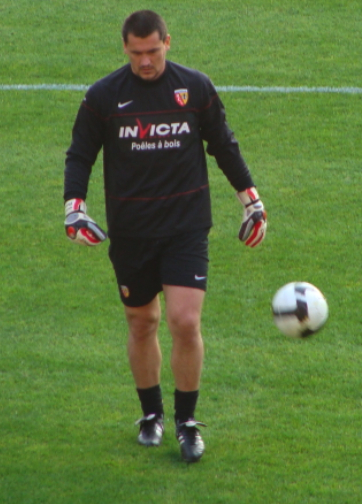
Vedran Runje (verdediger)
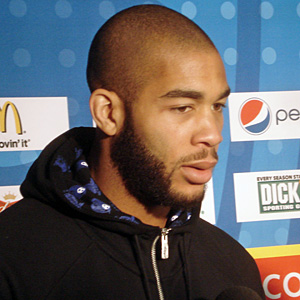
Oguchi Onyewu (verdediger)
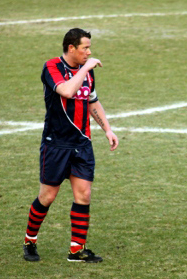
Eric Deflandre (verdediger)
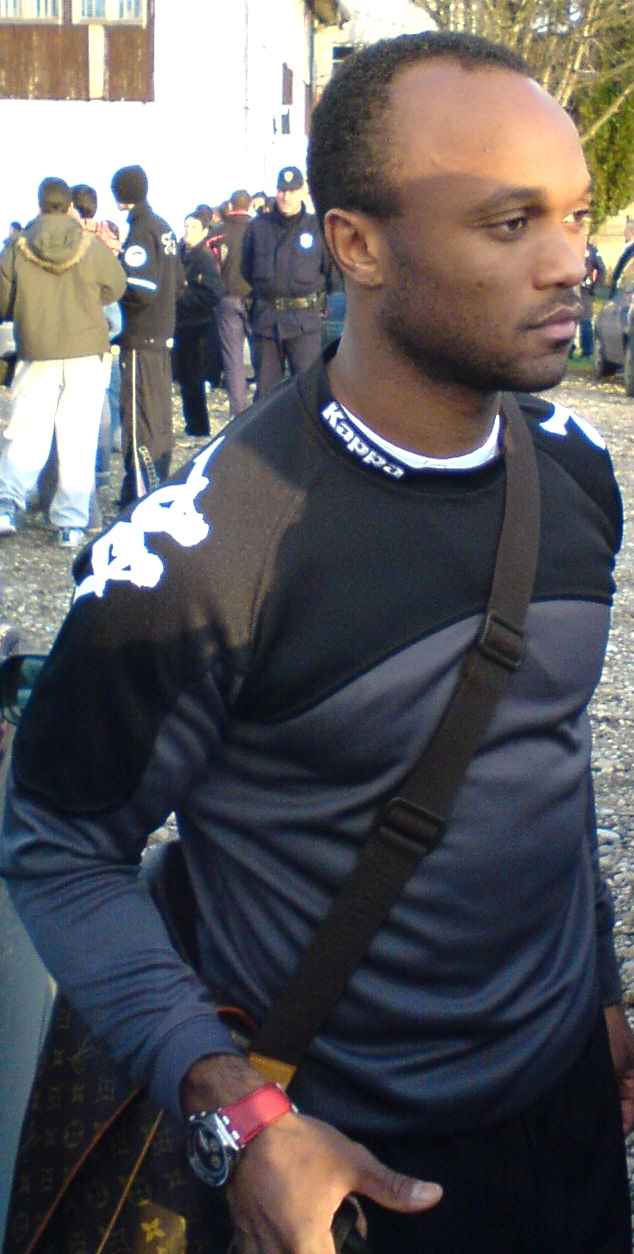
Almami Moreira (middenvelder)
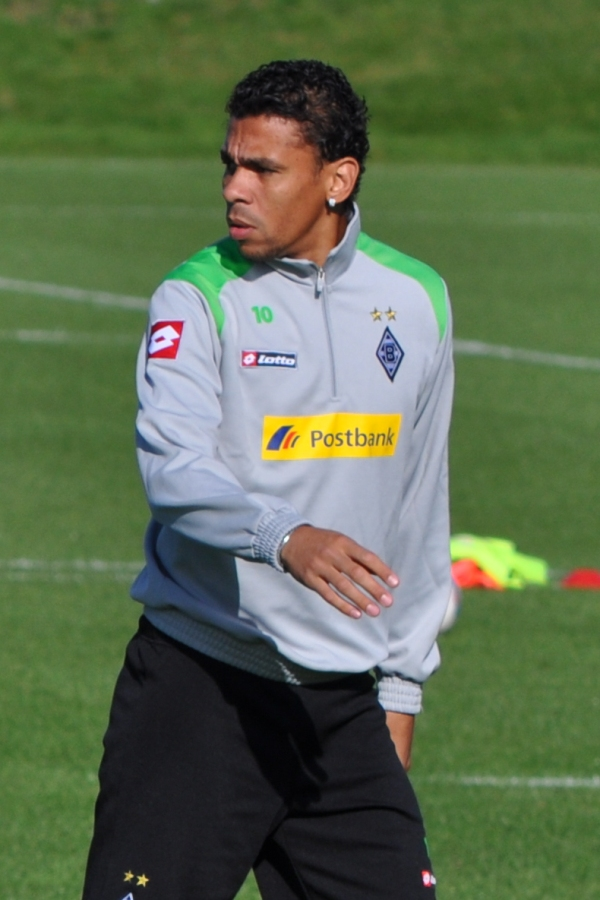
Igor de Camargo (aanvaller)
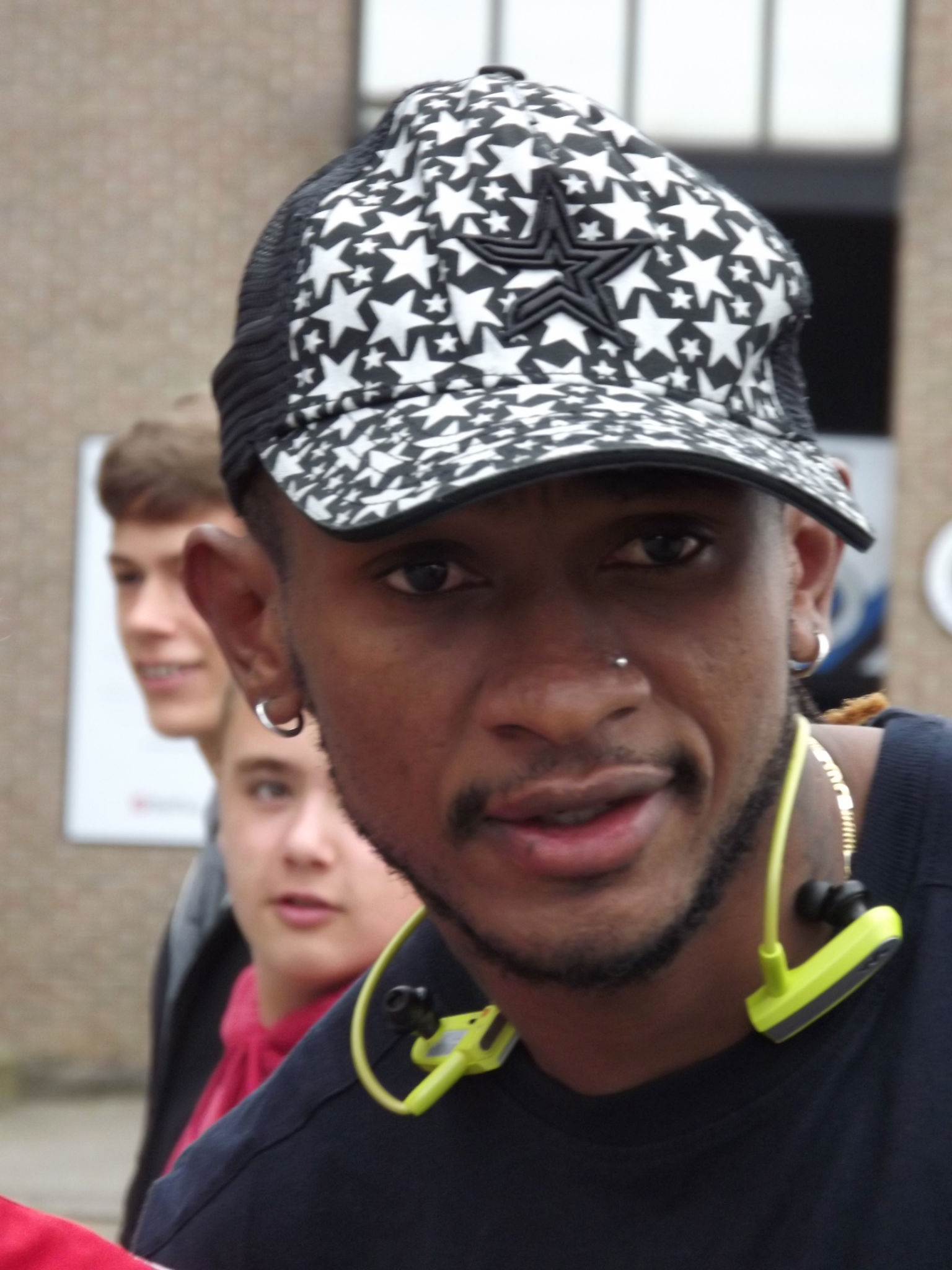
Mohamed Tchité (aanvaller)